# Many Moods of the Upsetters
A Many Moods of the Upsetters egy 1970-es   album a  The Upsetters együttestől.

## Számok

### A
1. Exray Vision
2. Can’t Take It Anymore – David Isaacs
3. Soul Stew
4. Low Light
5. Cloud Nine – Carl Dawkins
6. Beware

### B
1. Serious Joke
2. Goosy – Pat Satchmo
3. Prove It
4. Boss Society – Pat Satchmo
5. Mean & Dangerous
6. Games People Play
7. Extra (az UK Pama Economy kiadásokról néha hiányzik)